# Super Kirby Clash
Super Kirby Clash es un videojuego de rol de acción freeware de 2019 para Nintendo Switch. Fue desarrollado por HAL Laboratory y Vanpool, y es un juego de la serie de Kirby. Super Kirby Clash cuenta con microtransacciones y es secuela de Team Kirby Clash Deluxe de Nintendo 3DS, que es una versión expandida de un minijuego de Kirby: Planet Robobot de la misma consola. El juego recibió reseñas mixtas de acuerdo a Metacritic.

## Jugabilidad
Super Kirby Clash es un videojuego de rol de acción en el que los jugadores controlan a Kirby y su equipo, que deberán enfrentarse a una oleada de jefes diferentes. Hay cuatro Kirbys en el juego. El jugador es el Kirby rosado, mientras que los Kirbys amarillo, azul y verde pueden ser controlados por la CPU u otros jugadores.
Se puede elegir un rol, al igual que un arma y armadura e interactuar con el tablón de anuncios para empezar una pelea. Las opciones de roles permiten al jugador utilizar una espada, martillo, hechizos ofensivos o de sanación. Las microtransacciones permiten comprar las Manzanas de Gema necesarias para progresar, pero también pueden ser adquiridas de otras maneras. El juego puede ser completado sin realizar ninguna compra. Los jugadores pueden tocar la campana de aventurero para recibir regalos de otros jugadores.

## Trama
Al comienzo del juego, una gran cantidad de monstruos amenaza al reino y Kirby debe luchar contra ellos. Kirby forma un grupo de compañeros Kirbys, llamado Equipo Kirby, para detener la amenaza. Logran avanzar por el reino, matando monstruos, hasta que se encuentran con la Pesadilla Paralela, el cerebro detrás de la amenaza. El Equipo Kirby lo vence pero el villano escapa al Empíreo.
Kirby y su equipo avanzan hacia aquel lugar mientras acaban con más monstruos y finalmente llegan a su destino. Al llegar, se encuentran con quien creen que es La Pesadilla Paralela y luchan contra él. Se dan cuenta de que este no es Pesadilla Paralela, sino que es otro personaje llamado Taranza. Proceden al campo de batalla decisivo, donde se encuentran con Pesadilla Paralela nuevamente. Cuando se preparan para luchar contra él, este invoca al temido Rey D-Mente a la batalla. El Rey D-Mente se rebela contra Pesadilla Paralela y lo arroja muy lejos, antes de ser derrotado por el Equipo Kirby.
La amenaza parece haber terminado, pero los monstruos logran regresar aún más poderosos que antes. El Equipo Kirby mata más monstruos y descubre que Pesadilla Paralela ha sobrevivido. Lo siguen hasta otro reino llamado Dreamscape y lo vencen de nuevo. Pesadilla Paralela invoca un poderoso guerrero llamado Héroe Eón para luchar contra los Kirbys. Héroe Eón mata a la Pesadilla y se enfrenta al Equipo Kirby, pero pierde contra ellos tras un largo encuentro. Luego de la batalla, la paz es restaurada.

## Desarrollo y lanzamiento
Super Kirby Clash es secuela de Team Kirby Clash Deluxe que es una versión expandida del minijuego Team Kirby Clash de Kirby: Planet Robobot. El juego fue desarrollado usando el mismo motor de Kirby Star Allies. HAL Laboratory codesarrolló el juego junto a otra compañía, Vanpool.
Super Kirby Clash fue lanzado el 4 de septiembre de 2019. Más tarde ese mes, Nintendo organizó una Copa de Tetris 99 con temática del juego. Las recompensas, obtenidas al conseguir más de 100 puntos, fueron un tema de Kirby para Tetris 99 y noventa y nueve Manzanas de Gema en Super Kirby Clash. En diciembre de 2019, el juego alcanzó cuatro millones de descargas, lo que ameritó que HAL Laboratory rebajara el precio de venta de las Manzanas de Gema en un veinte por ciento por tiempo limitado.

## Recepción
El juego recibió un 74 en Metacritic. Mitch Vogel de Nintendo Life aclamó las mecánicas de rol y el elenco de personajes familiares y comparó al juego con la serie de Monster Hunter, pero le disgustó la funcionalidad en línea, señalando el input lag como la mayor falla. El juego fue listado por IGN como uno de los catorce mejores juegos free-to-play en la Nintendo Switch. Nintendo World Report declaró que fue un juego divertido y fácil de jugar para los niños pequeños, pero también dijeron que «mejor vayan a jugar Kirby: Star Allies». A un crítico de Kotaku le disgustaron las microtransacciones, pero disfrutó los gráficos adorables del juego.